# Eratigena flexuosa
Eratigena flexuosa là một loài nhện trong họ Agelenidae. Chúng được Frederick Octavius Pickard-Cambridge miêu tả năm 1902.